# Ukr.net
Ukr.net — украинский веб-портал, интернет-сервис новостей, в прошлом — интернет-провайдер.

## Описание
Ежедневно в новостную ленту на портале Ukr.net поступает около тридцати тысяч новостей от почти полутора тысяч источников со всей Украины: новостные сайты, международные и украинские информационные агентства, онлайн-версии СМИ, региональные онлайн-ресурсы. Новости собираются ежеминутно и размещаются в тематических рубриках. При этом в новостной ленте на главной странице с помощью алгоритма удерживаются наиболее актуальные новости.
Также есть лента региональных новостей. В неё попадают новости не только региональных, но и общенациональных и мировых источников, которые имеют отношение к событиям в регионе.
Редакция портала Ukr.net не производит новости, а контролирует автоматическую рубрикацию и кластеризацию (объединение перепечаток и формирование новостных сюжетов), исключает материалы, нарушающие действующее законодательство и морально-этические нормы, принцип неприкосновенности частной жизни, содержащие оскорбления и ненормативную лексику, контент для взрослых, материалы, представляющие угрозу развития детей, очевидно заказные материалы и другое в соответствии с редакционной политикой.
Ukr.net также предоставляет пользователям почтовый ящик с трёхъязычным интерфейсом (украинский, русский, английский).
В прошлом Ukr.net также предоставлял услуги видеохостинга (Play.ukr.net), сервис поиска работы (JOB.ukr.net), городской справочник (City.ukr.net), а также Аукцион.
Также порталу принадлежит сайт прогноза погоды Sinoptik.ua.

## История
- 1998 год — основан веб-портал[5][6].
- 2000 год — запущена бесплатная электронная почта Freemail.ukr.net[5].
- 17 октября 2007 года — вышла украинская версия портала[5].
- 14 июля 2009 года — почтовый сервис Почта @UKR.NET стал также доступным с мобильного телефона[7][5].
- С 2017 года — электронная почта FREEMAIL (mail.ukr.net)[3].

## Популярность
На апрель 2017 года Почта@UKR.NET — самая популярная украинская электронная почта с облачным хранилищем e-Disk для хранения и обмена файлами. Месячный охват электронной почты @UKR.NET в марте 2017 года составлял 4 459 160 пользователей, среднедневной — 1 483 794 пользователей, зарегистрировано 16 700 000 аккаунтов.
На начало 2017 года сервисами компании «Укрнет» пользуется каждый второй пользователь Уанета. Месячный охват этих сервисов в марте 2017 года — 9 927 519 интернет-пользователей Украины.
По состоянию на 23 мая 2020 года сайт занимал 8 место по посещаемости в Украине.
29 октября 2019 года — 863 ранг Alexa.
Май 2022 года — 6 место в рейтинге Kantar CMeter.

## Награды и премии
- 2007 год — Выбор года 2007[12].
- 2008 год — Интернет-выбор года 2008[13].
- 1 место в рейтинге[14] Фавориты успеха[15] (2007[16], 2010[17], 2011[18], 2013[19], 2015[20], 2016[21]).